# Burnham Double Star Catalogue
Il Burnham Double Star Catalogue (BDS) è un catalogo di stelle doppie entro il 121° dal Polo Nord celeste. Fu pubblicato in due parti dalla Carnegie Institution di Washington nel 1906, con il titolo A General Catalogue of Double Stars Within 121° of the North Pole. La prima parte fornisce coordinate, designazioni e grandezze per 13.665 coppie di stelle doppie, che comprendono quasi tutte le stelle doppie scoperte prima del 1906.   La seconda parte contiene misure, note e riferimenti alle pubblicazioni per ogni coppia. La sua pubblicazione è stata uno stimolo all'osservazione delle doppie stelle.
Il BDS è stato compilato da Sherburne Wesley Burnham, che ci ha lavorato sporadicamente per 36 anni, a partire dal 1870. L'ha presentato per la prima volta alla Smithsonian Institution, ma è stato respinto. Nel 1874, doveva essere stampato allo United States Naval Observatory, ma la composizione fu interrotta a metà strada e distrutta. Nel 1886 lo Smithsonian cambiò idea e si offrì di pubblicarlo, ma Burnham si era scoraggiato e non accettò l'offerta. Burnham ha lavorato all'Osservatorio di Lick per quattro anni a partire dal 1888.  Dopo aver lasciato nel 1892, rivede il manoscritto del suo catalogo per cinque anni; il Carnegie Institute lo pubblicò nove anni dopo.
Quando Burnham si ritirò dall'Osservatorio Yerkes, aveva accumulato materiale per una revisione del suo catalogo. Questo alla fine entrò a far parte dell'Aitken Double Star Catalogue del 1932, il successore del BDS.

## Vedi anche
- Washington Double Star Catalog